# Directorate for Inter-Services Intelligence
Het Directorate for Inter-Services Intelligence, kortweg Inter-Services Intelligence (ISI), is de belangrijkste inlichtingendienst van de Islamitische Republiek Pakistan.
De ISI werd in 1948 opgericht als een onafhankelijke inlichtingendienst om het militaire inlichtingenwerk te versterken. Het is verantwoordelijk voor de nationale veiligheid en het vergaren van inlichtingen voor de Pakistaanse regering. De ISI is de grootste van de drie inlichtingendiensten van Pakistan. De andere zijn het Inlichtingenbureau (IB) en Militaire Inlichtingen (MI). Eerder, in de 20e eeuw, steunde de ISI de Afghaanse Moedjahedien. Later verschafte de ISI strategische informatie en inlichtingen aan de Taliban.

## Taken
- Verzamelen van informatie, en inlichtingen winnen uit informatie
- Classificeren van inlichtingen
- Agressieve inlichtingen
- Contraspionage

## Organisatie
De ISI heeft zijn hoofdkwartier in Islamabad en staat onder leiding van een directeur-generaal, de generaal Asim Munir. Onder hem zijn er drie plaatsvervangend directeuren, die verantwoordelijk zijn voor drie afzonderlijke gebieden. De interne vleugel houdt zich bezig met contra-inlichtingen en politieke zaken binnen Pakistan; de externe vleugel is voor alle externe zaken; en de afdeling Analyse en buitenlandse relaties.
De staf is voornamelijk afkomstig van paramilitaire afdelingen van het Pakistaanse leger. Volgens sommige experts is het zo dat de ISI de grootste inlichtingendienst ter wereld is, in aantal stafleden. Officiële cijfers zijn nooit bekendgemaakt, maar er worden schattingen gedaan van 10.000 officieren en stafleden.

### Afdelingen
De ISI is verdeeld in acht afdelingen;
- Joint Intelligence X (JIX)
  - Deze afdeling coördineert alle andere afdelingen binnen de ISI. Inlichtingen en informatie die zijn verzameld van andere afdelingen worden behandeld door JIX, deze presenteren vervolgens de rapporten.
- Joint Intelligence Bureau (JIB)
  - Deze is verantwoordelijk voor politieke inlichtingen.
- Joint Counterintelligence Bureau (JCIB)
  - Het JCIB surveilleert Pakistaanse diplomaten en agenten in het buitenland. Ook houdt men zich bezig met inlichtingenoperaties in het Midden-Oosten, Zuid-Azië, China, Afghanistan en de moslimrepublieken van de voormalige Sovjet-Unie.
- Joint Intelligence North (JIN)
  - Exclusief ingericht voor taken in Jammu en Kasjmir en noordelijke gebieden.
- Joint Intelligence Miscellaneous (JIM)
  - Verantwoordelijk voor spionage, inclusief offensieve inlichtingenoperaties in het buitenland.
- Joint Signal Intelligence Bureau (JSIB)
  - Deze afdeling houdt zich bezig met SIGINT, maar biedt ook communicatiesupport voor militanten in Kashmir.
- Joint Intelligence Technical (JIT)
  - Het JIT is verantwoordelijk voor de wetenschappelijke en technologische ontwikkelingen ter bevordering van het vergaren van inlichtingen. Ook zijn hier afdelingen voor explosieven en chemische en biologische oorlogvoering.
- SS Directorate
  - Deze afdeling monitort terroristische activiteiten binnen Pakistan.

### Directeurs-generaal van de ISI
| Periode    | Rang                     | Directeur-generaal   |
| ---------- | ------------------------ | -------------------- |
| 1948–1950  | Kol.                     | Syed Shahid Hamid    |
| 1950–1959  | Gen.Maj.                 | Robert Cawthome      |
| 1959–1966  | Br.Gen.                  | Riaz Hussain         |
| 1966–1971  | Gen.Maj. (later Br.Gen.) | Mohammad Akbar Khan  |
| 1971–1978  | Lt.Gen. (later Gen.Maj.) | Ghulam Jilani Khan   |
| 1978–1980  | Lt.Gen.                  | Muhammad Riaz        |
| 1980–1987  | Lt.Gen.                  | Akhtar Abdur Rahman  |
| 1987–1989  | Lt.Gen.                  | Hamid Gul            |
| 1989–1990  | Lt.Gen.                  | Shamsur Rahman Kallu |
| 1990–1992  | Lt.Gen.                  | Asad Durrani         |
| 1992–1993  | Lt.Gen.                  | Javed Nasir          |
| 1993–1995  | Lt.Gen.                  | Javed Ashraf Qazi    |
| 1995–1998  | Lt.Gen. (later Gen.Maj.) | Naseem Rana          |
| 1998–1999  | Lt.Gen.                  | Ziauddin Butt        |
| 1999–2001  | Lt.Gen.                  | Mahmud Ahmed         |
| 2001–2004  | Lt.Gen.                  | Ehsan ul Haq         |
| 2004–2007  | Lt.Gen.                  | Ashfaq Parvez Kayani |
| 2007–2008  | Lt.Gen.                  | Nadeem Taj           |
| 2008–2012  | Lt.Gen.                  | Ahmad Shuja Pasha    |
| 2012–2014  | Lt.Gen.                  | Zaheerul Islam       |
| 2014–heden | Lt.Gen.                  | Rizwan Akhtar        |